# A Little More Personal
A Little More Personal er Lindsay Lohans andet album. Det udkom den 6. december 2005.
1. Confessions of a Broken Heart (Daughter to Father)
2. Black Hole
3. I Live for the Day
4. I Want You to Want Me
5. My Innocence
6. A Little More Personal
7. If It's Alright
8. If You Were Me
9. Fastlane
10. Edge of Seventeen
11. Who Loves You
12. A Beautiful Life